# 亞雷希夫
48°30′42″N 27°37′54″E / 48.51167°N 27.63167°E
亞雷希夫（烏克蘭語：Яришів），是烏克蘭西南部文尼察州莫希利夫-波季利斯基区亚雷希夫市镇内的村落及其行政中心。始建於1569年，面積7.3平方公里，海拔高度90米，2001年人口1,613，人口密度每平方公里220.96人。

## 图集

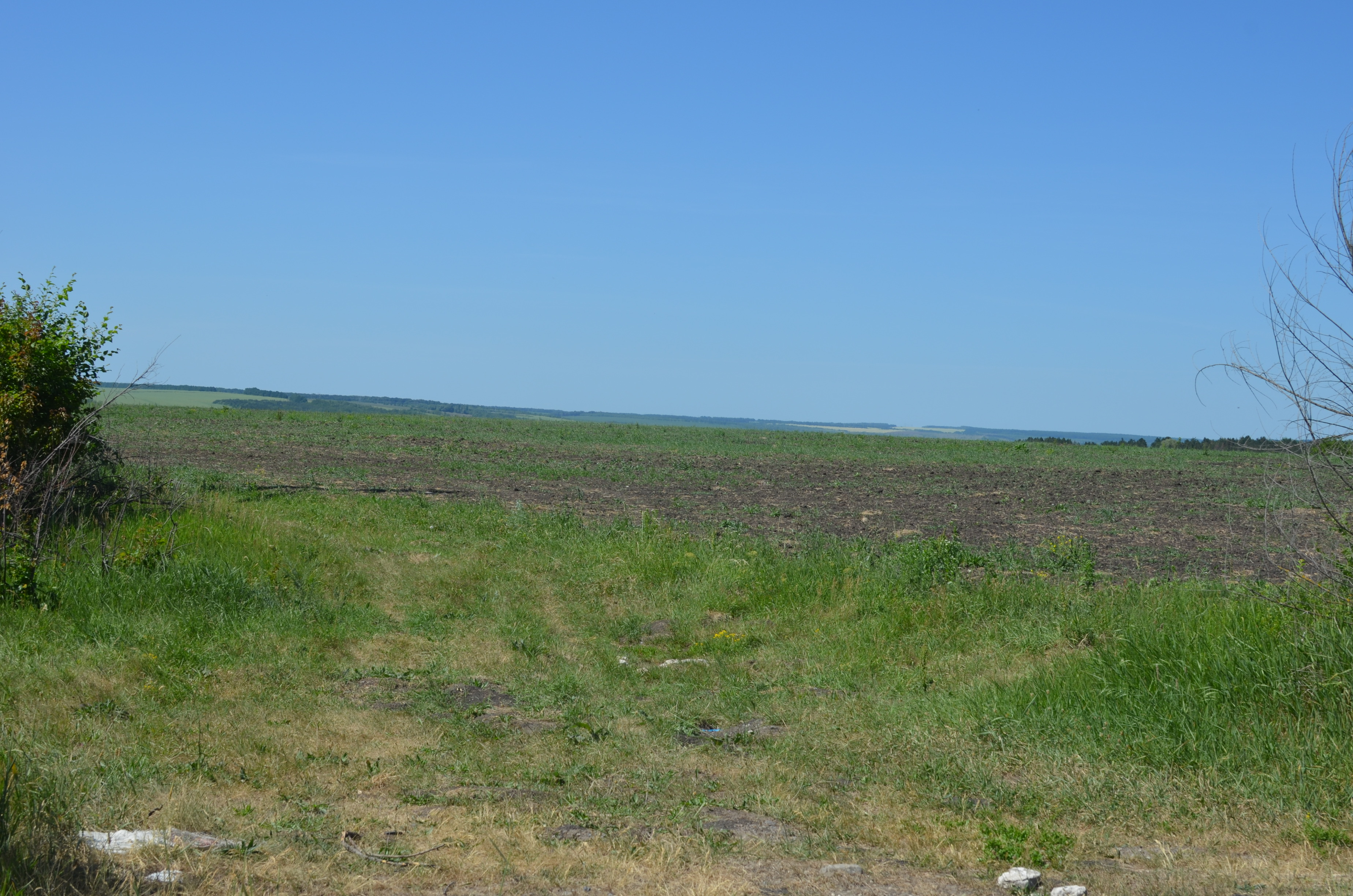
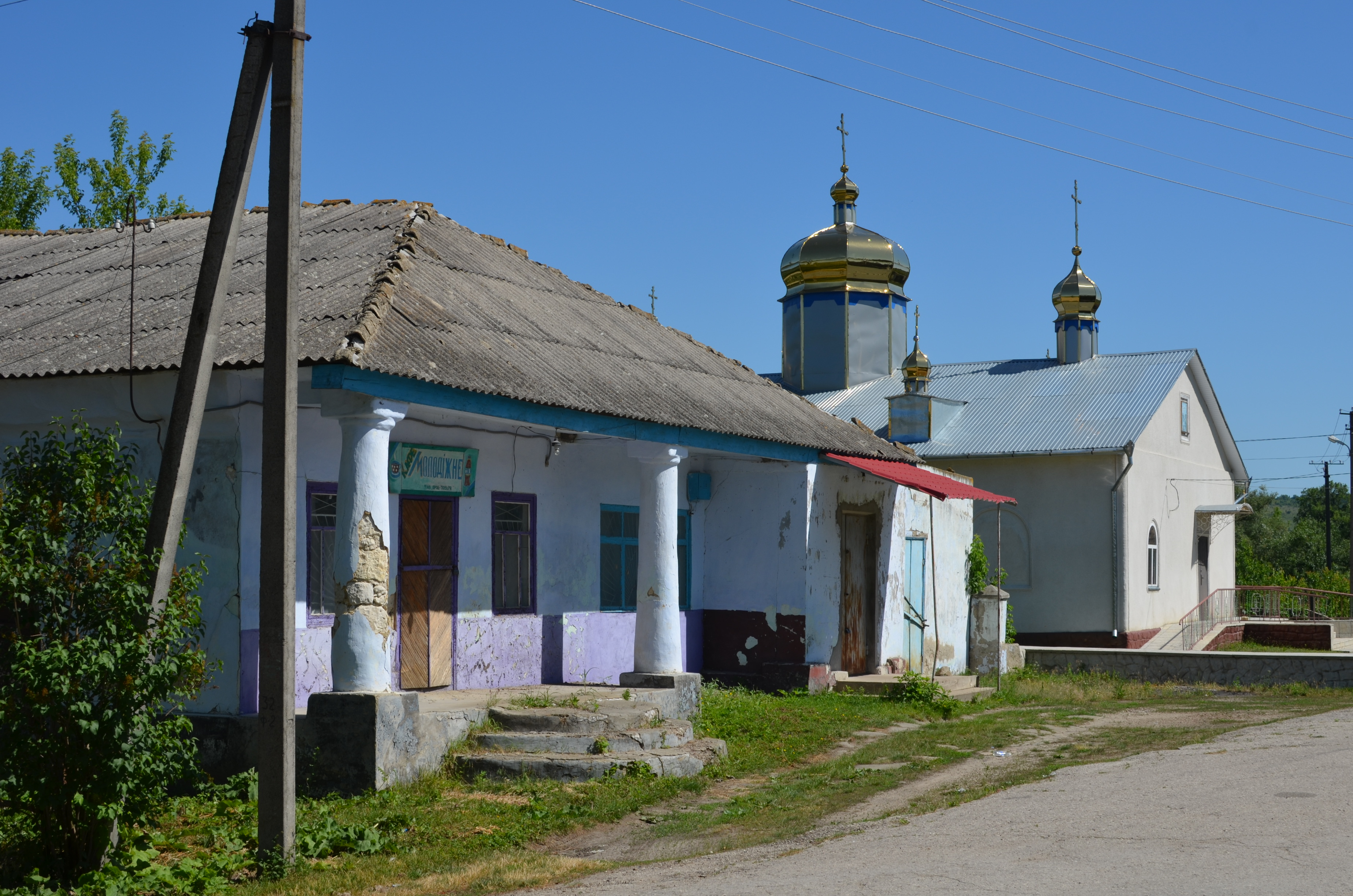
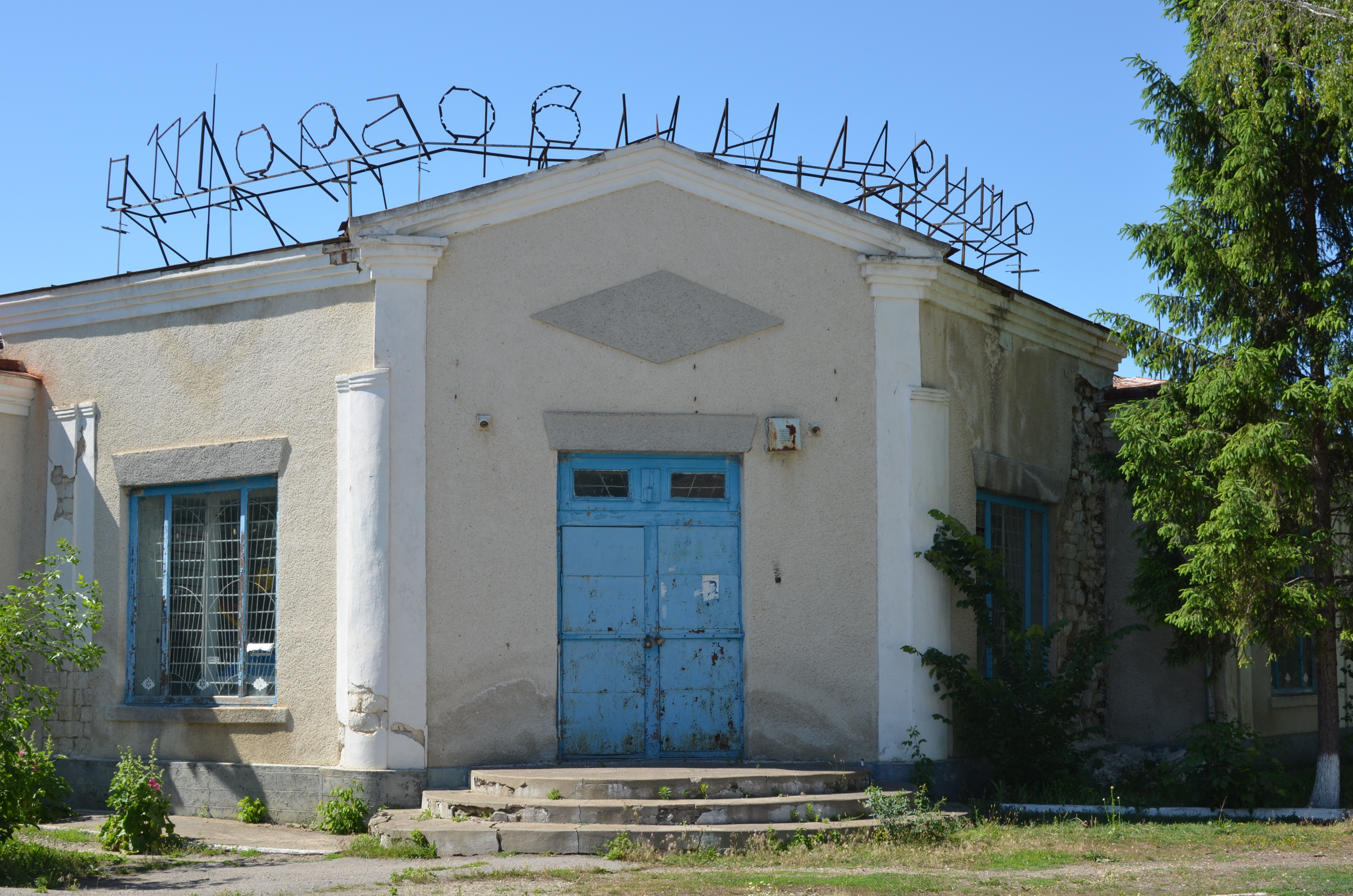
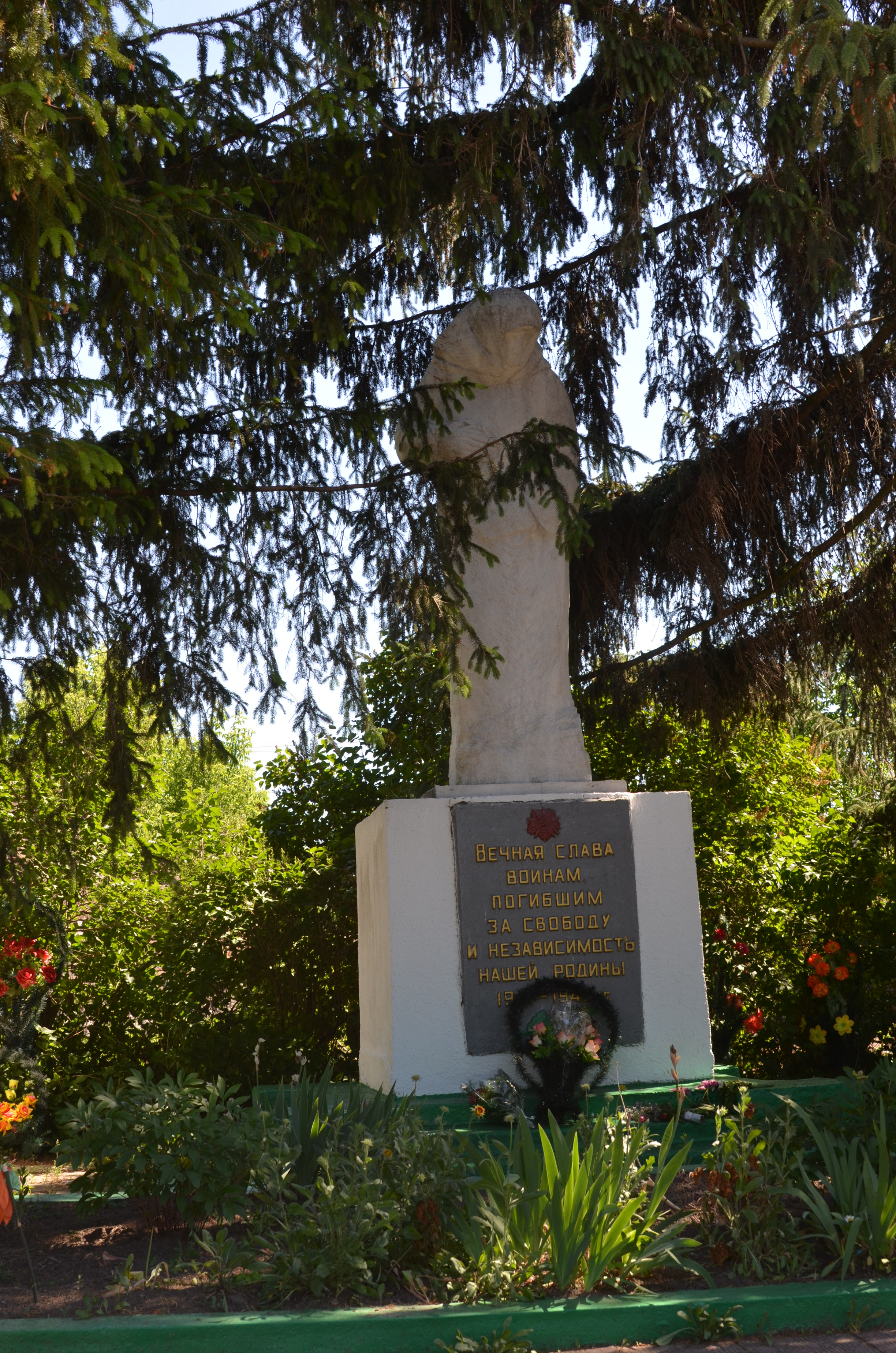
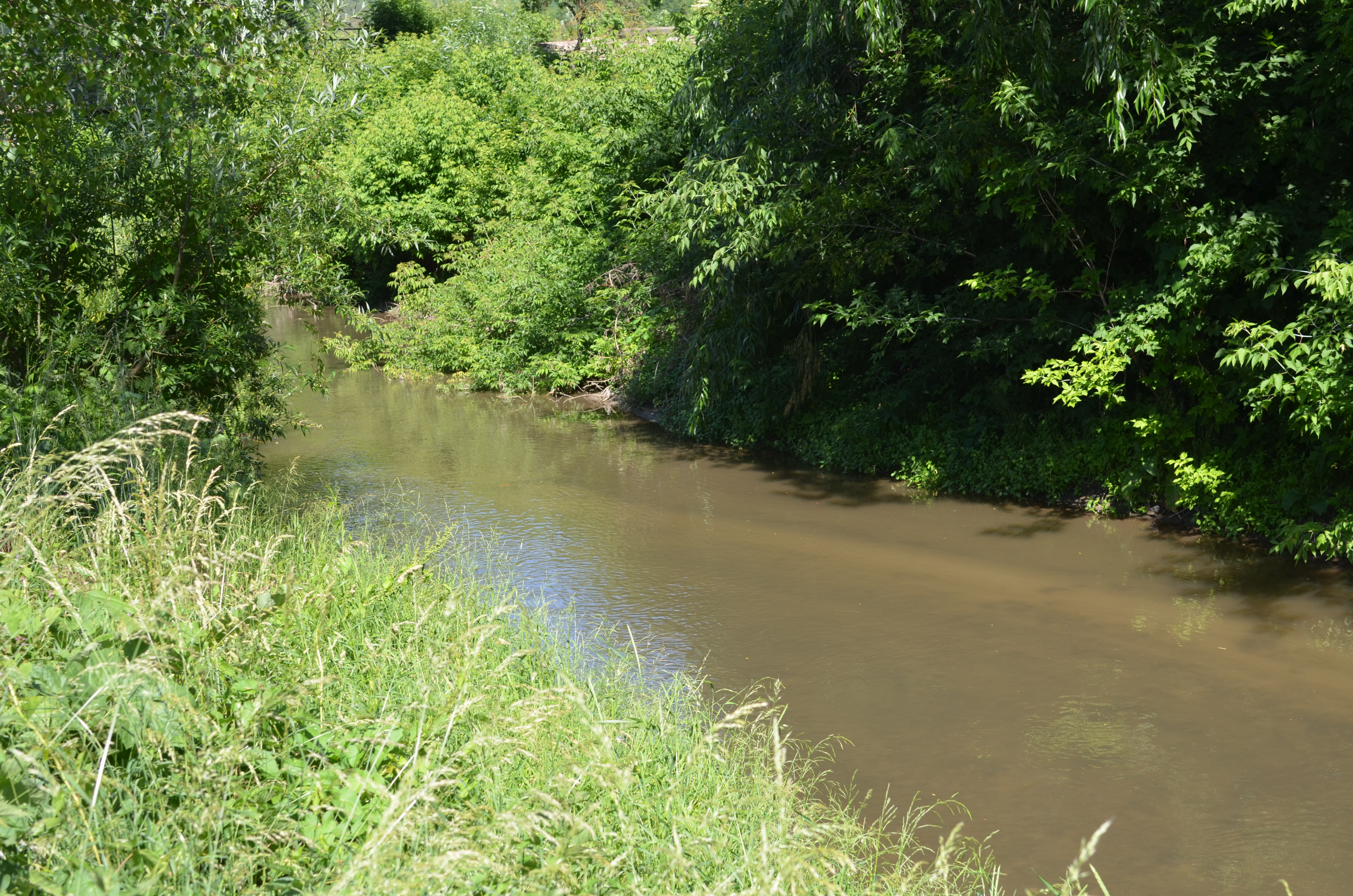
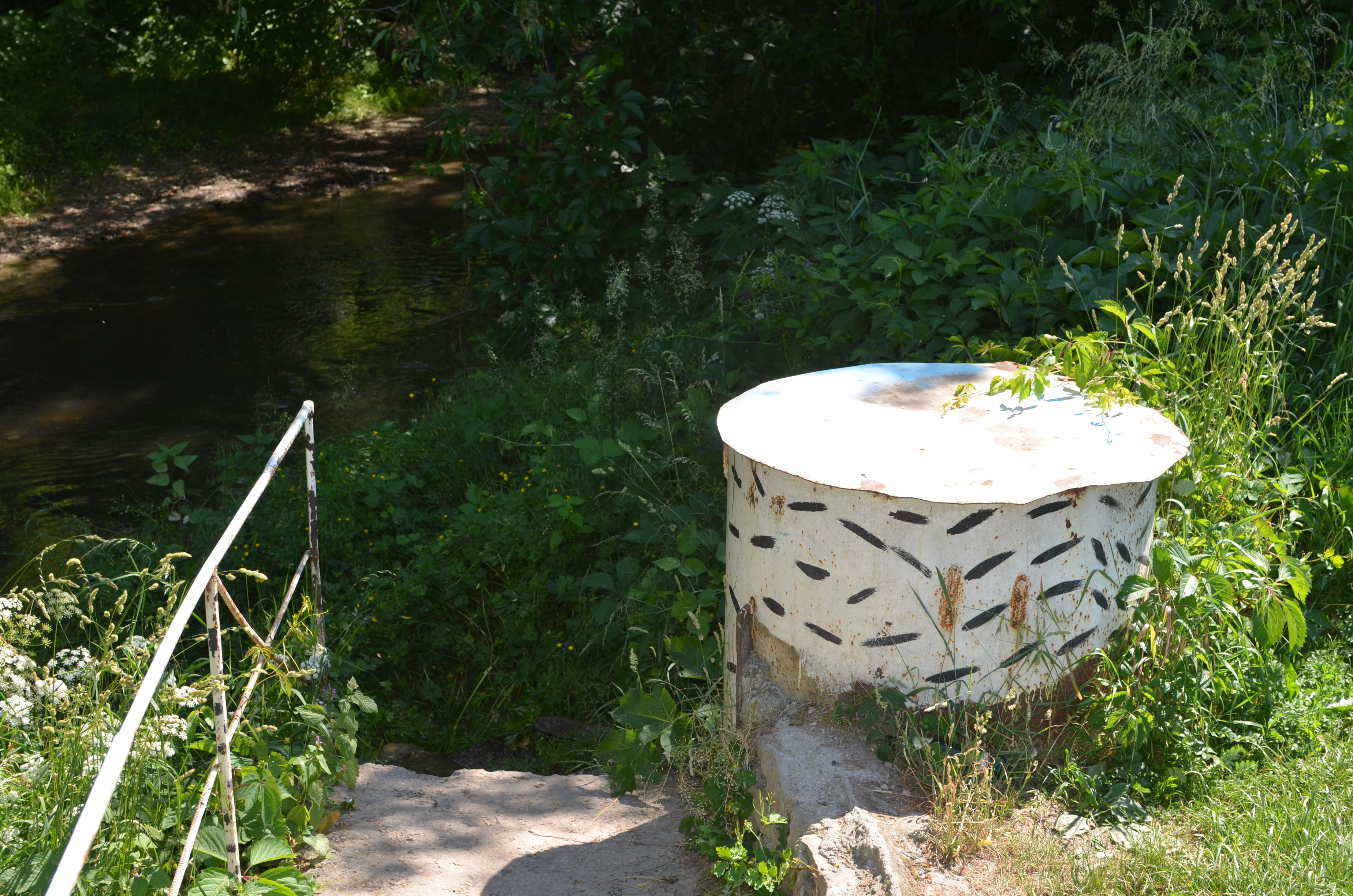
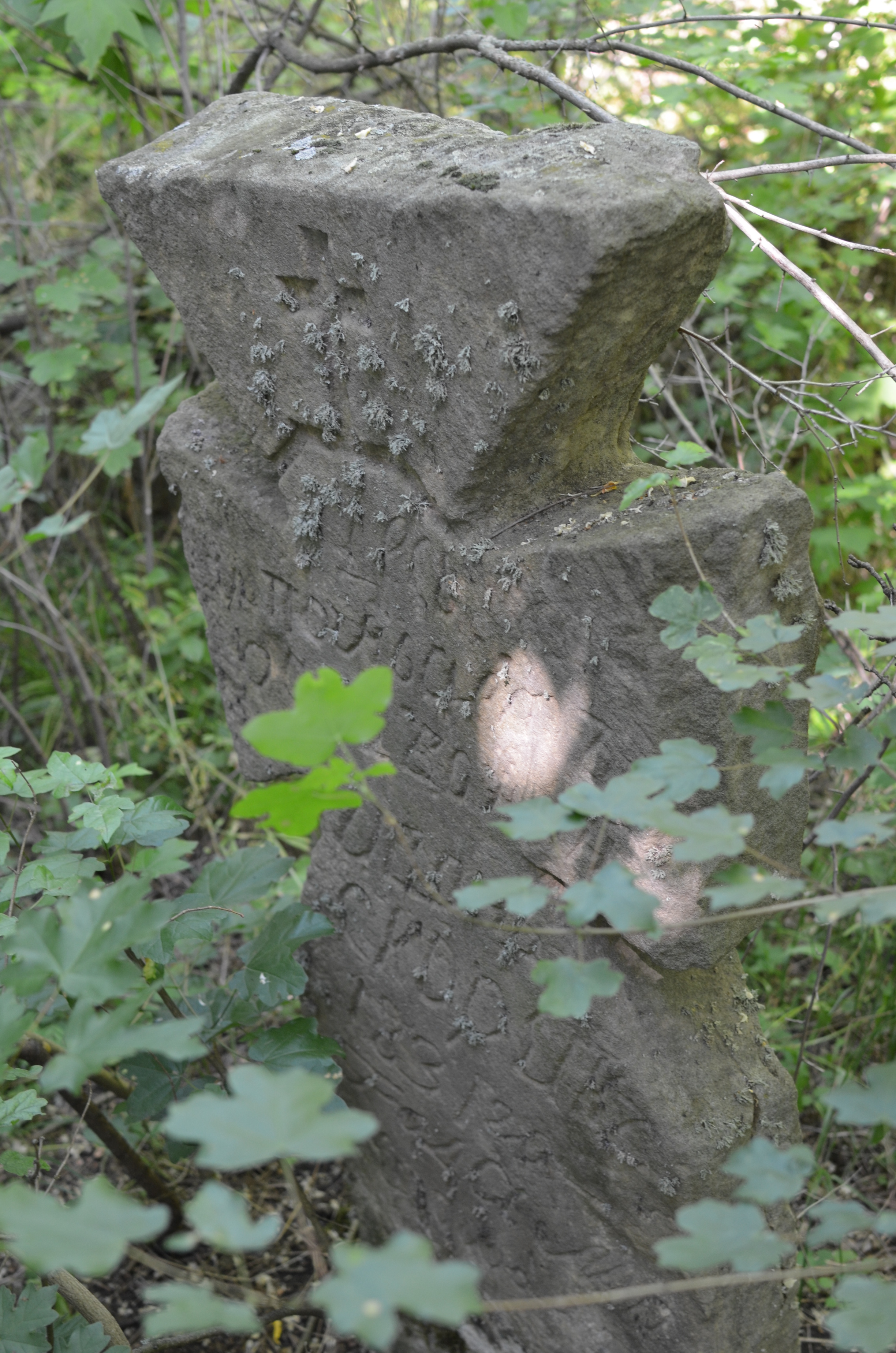
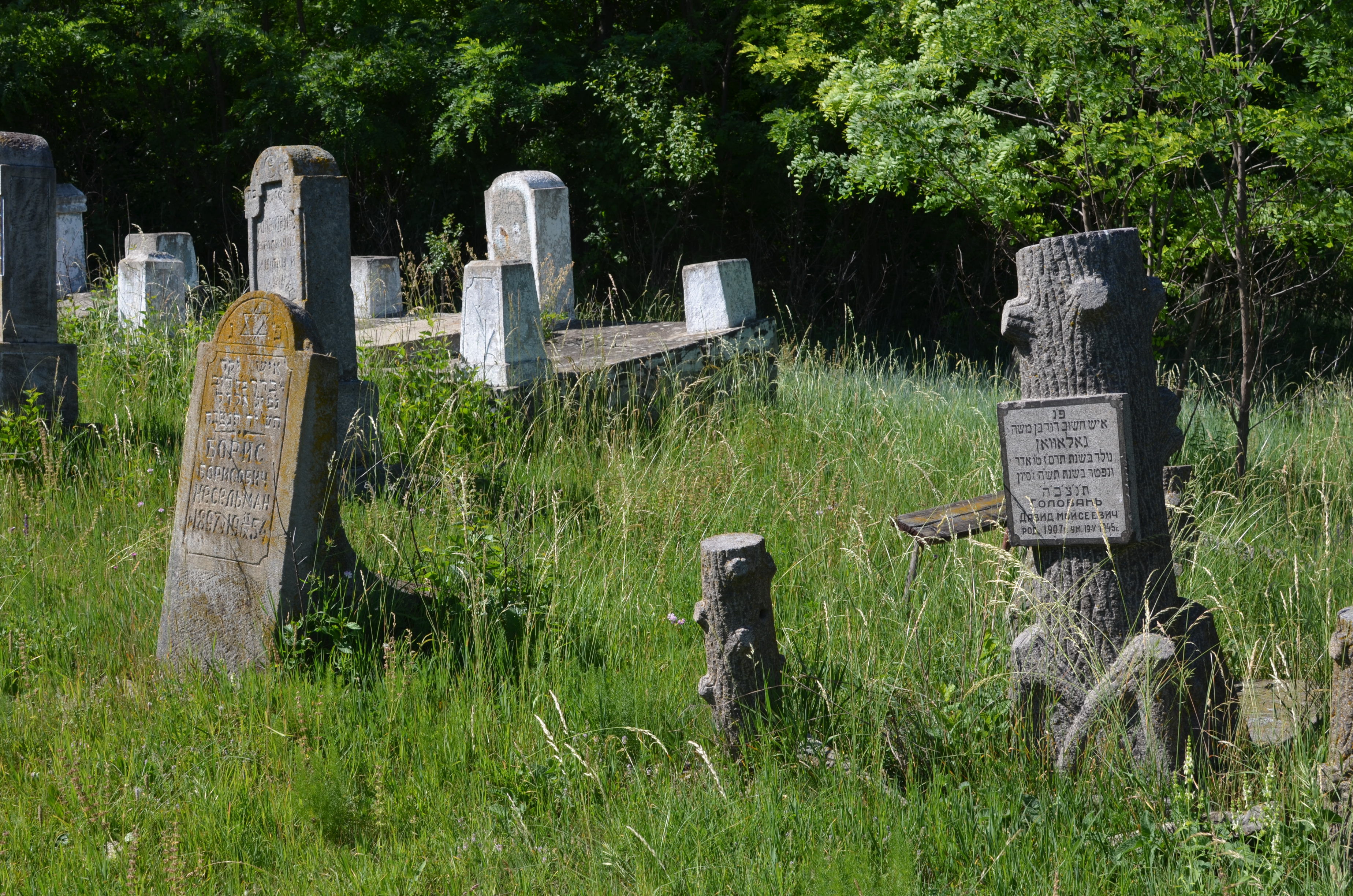
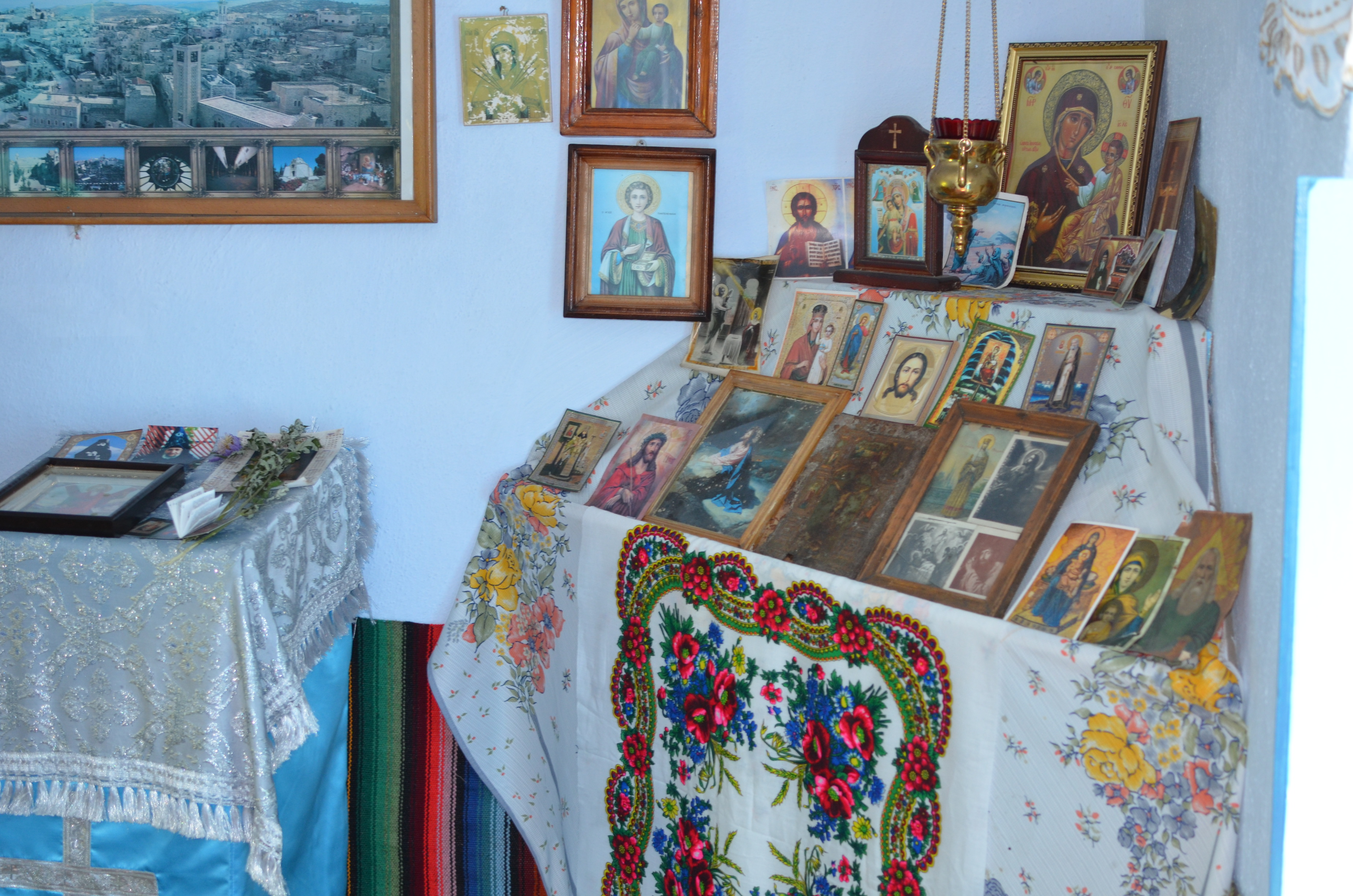
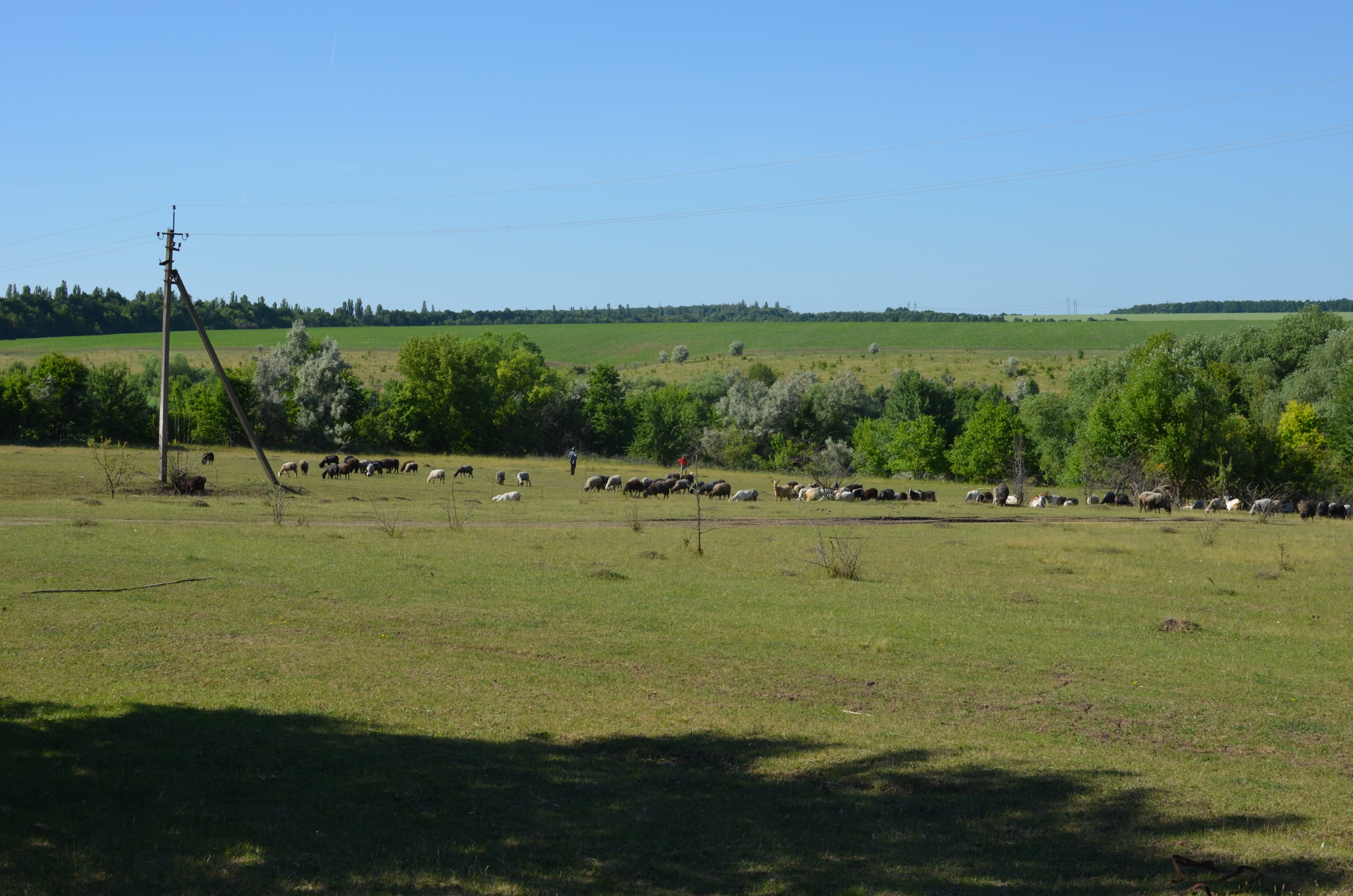